# Hlaváčova Lhota
Hlaváčova Lhota je hospodářský dvůr, katastrální územní a zaniklá vesnice v okrese Kolín, součást obce Třebovle. Původní název vsi byl Lhota pod Lipskou podle nedaleké Lipské hory. První písemná zmínka je z roku 1381, kdy je zmiňována jako Lhotka. Na počátku 17. století se majiteli stali Hlaváčové z Vojenic, kteří ji přejmenovali na Hlaváčovu Lhotu. Velká část obce zanikla za třicetileté války. V roce 1885 se zbytek vsi spolu se zámkem stal majetkem Fraunberků. Do dnešních dnů se dochoval pouze hospodářský dvůr.
Katastrální území Hlaváčova Lhota má rozlohu 2,97 km2 a nacházejí se v něm dvě části obce Třebovle, a to Království a Borek.

## Galerie

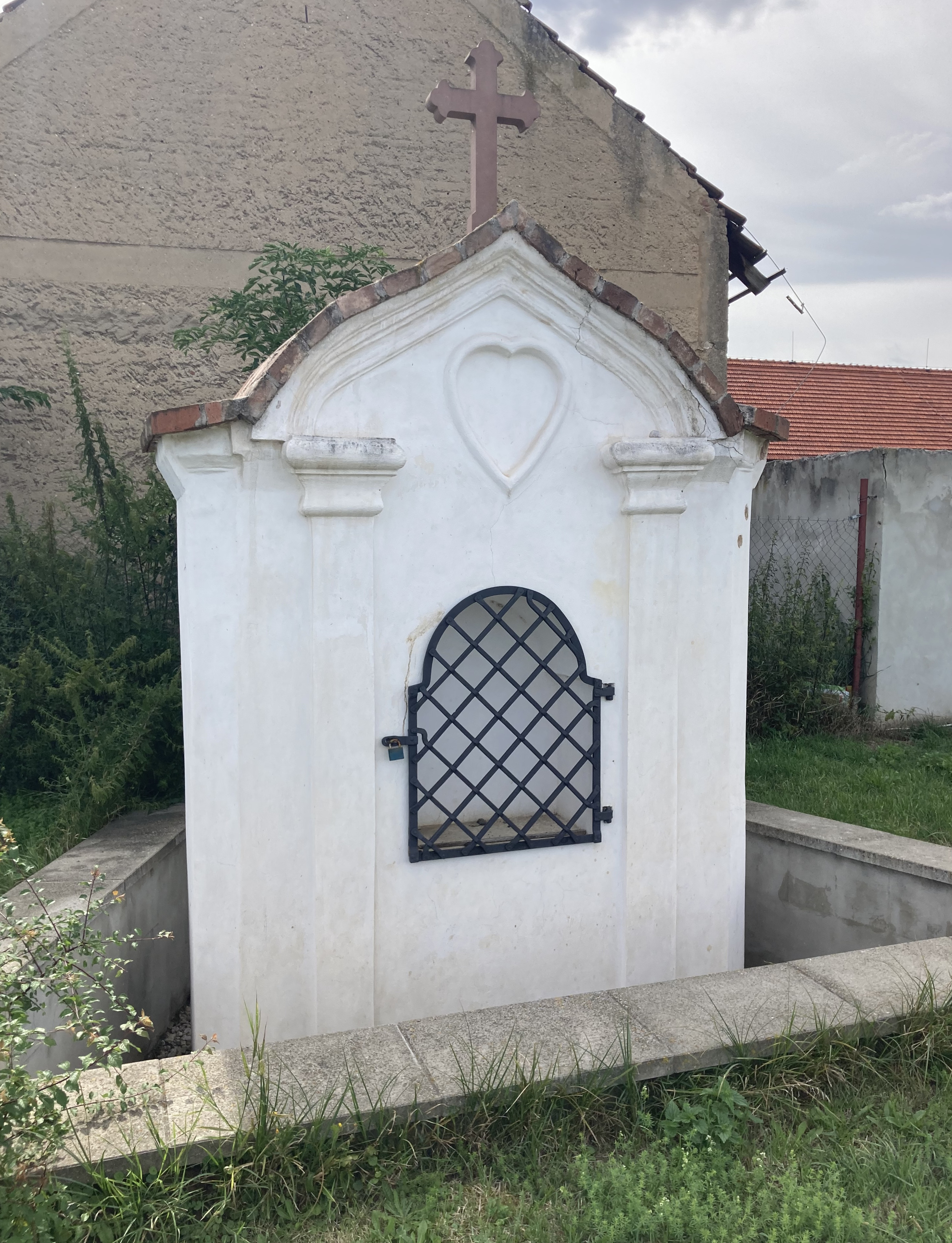
Výklenková kaple
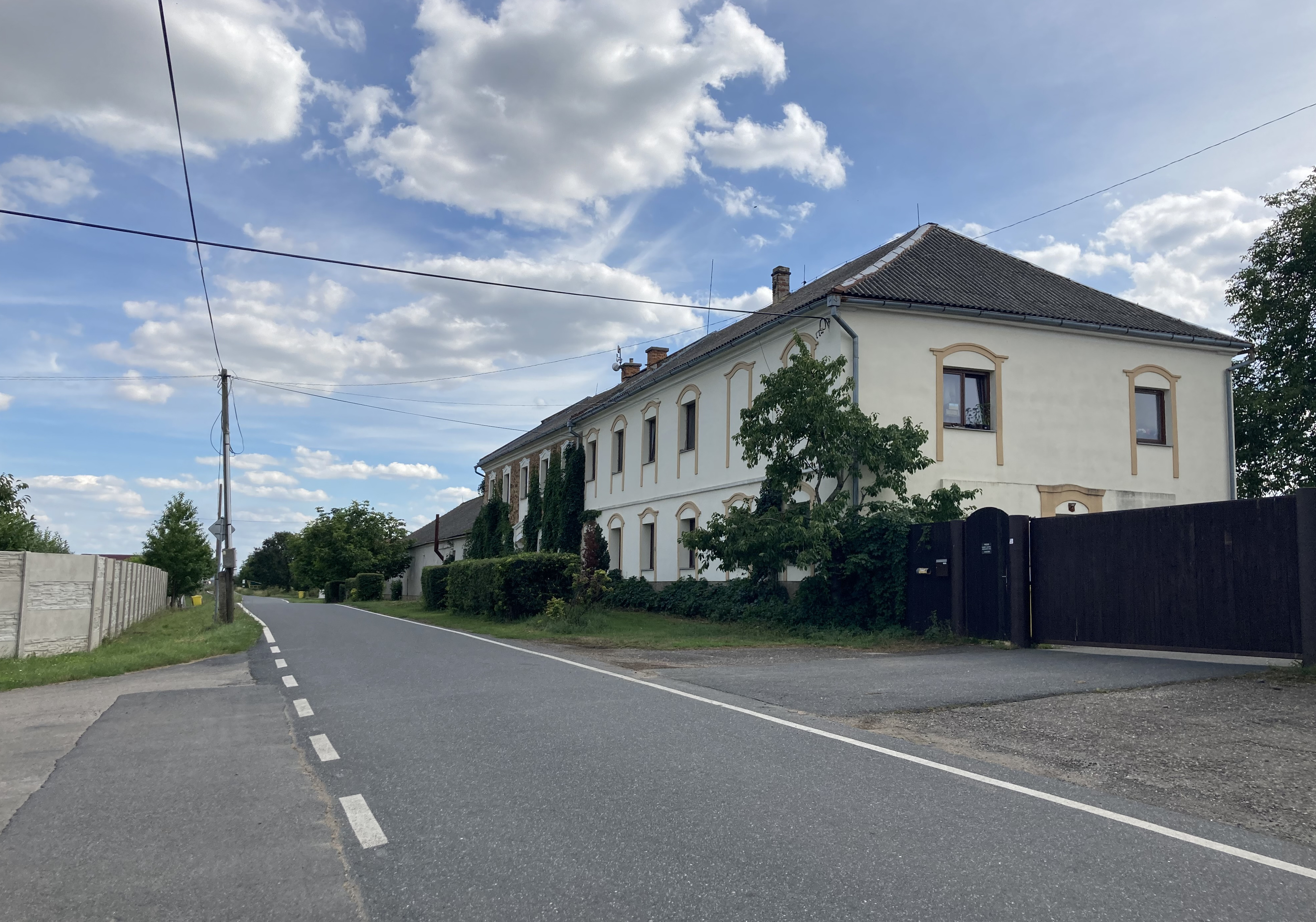
Hospodářský dvůr